# Домашние лисы
Дома́шние лиси́цы, одома́шненные лисицы, ручны́е лисицы — группа одомашненных лис, выведенных в ходе продолжительного эксперимента в Новосибирском институте цитологии и генетики.
Эксперимент по одомашниванию лис был начат в 1959 году советским генетиком Дмитрием Беляевым и специалистом по поведению животных Людмилой Трут. За основу была взята популяция серебристо-чёрных лисиц (порода рыжих, или обыкновенных, лисиц), которых на протяжении нескольких поколений отбирали по степени послушности человеку. В результате была выведена группа лис, схожих по поведению с собаками — они проявляют более социальное поведение как с другими особями, так и с людьми, более игривы и дружелюбны, а также сохраняют юношеские черты в зрелом возрасте. Хотя селекция проводилась только на черты поведения, произошли и внешние изменения. В результате частичной потери меланина у одомашненных лисиц в окрасе начали появляться белые пятна, а у некоторых глаза стали голубыми. Также стали встречаться закрученные хвосты и свисающие уши. Такие изменения исследователи связывают с меньшим уровнем адреналина.
В конце 2011 года в СМИ появилась информация о продаже одомашненных лис частным лицам, продажи лис за границу были начаты ранее. Кости у лисиц тоньше, чем у собак, поэтому к ним нужно относиться ещё более бережно. Они живут в Америке, Германии, Нидерландах. Их поведение близко к поведению собаки, но при этом лисицы остаются такими же независимыми, как кошки. Перед продажей лисиц стерилизуют.

## Генетика одомашнивания
Результатом 60-летнего «эксперимента Беляева» по одомашниванию лисицы стала расшифровка генома одомашненной лисицы и сравнение его с геномом дикой лисицы, благодаря которому выяснилось, что дружелюбное ласковое поведение к человеку и отсутствие агрессивности у лис определяются мутацией гена SorCS1. «Домашний» вариант гена SorCS1 встречается лишь у самых дружелюбных лисиц и регулирует белки, вовлеченные в передачу сигналов между нейронами центральной нервной системы. Показано, что ген отвечает за желание лисицы продолжать общение с человеком, когда тот провел с ней некоторое время и собирается уходить. Кроме того, найдены участки генома, отвечающие у «беляевских лис» за радость от общения с человеком, любовь к прикосновениям, поглаживаниям, и другие черты одомашненного поведения. Таким образом, показано, что механизм процесса одомашнивания определяется генетическими изменениями.
Одним из характерных признаков домашних лис стало частое появление белых «звёздочек» в окрасе их шерсти: впервые появившиеся в подопытной популяции в 1969 году, они стали отмечаться в ней с частотой, скорость увеличения которой не могла быть объяснена мутациями в генах. Объяснение этому феномену было дано специалистами по эмбриологии Института цитологии и генетики: было выяснено, что такие «звёздочки» состоят из трёх-пяти белых волосков, а их появление обусловлено миграцией клеток эмбриона, ответственных за окраску шерсти. У обычных лис такая миграция происходит на 28-31 день развития зародыша, тогда как у эмбрионов, в дальнейшем демонстрирующих «звёздочки», она начинается на два дня позже. Такая запоздалая миграция приводила к ошибкам в функционировании этих клеток, в результате чего развившиеся из них волоски получались белыми.

## Памятник одомашненной лисе

Памятник Д. К. Беляеву и одомашненной лисе

- В честь 100-летия со дня рождения Дмитрия Беляева рядом с ИЦИГ СО РАН был открыт памятник, на котором одомашненная лиса дает ученому лапу. Константин Зинич, скульптор (г. Красноярск): «Философия прикосновения лисички и человека — это сближение, доброта, нет какой-то агрессии со стороны лисички — она же была дикая, а он её генетическим образом сделал домашней»[8].

## Галерея

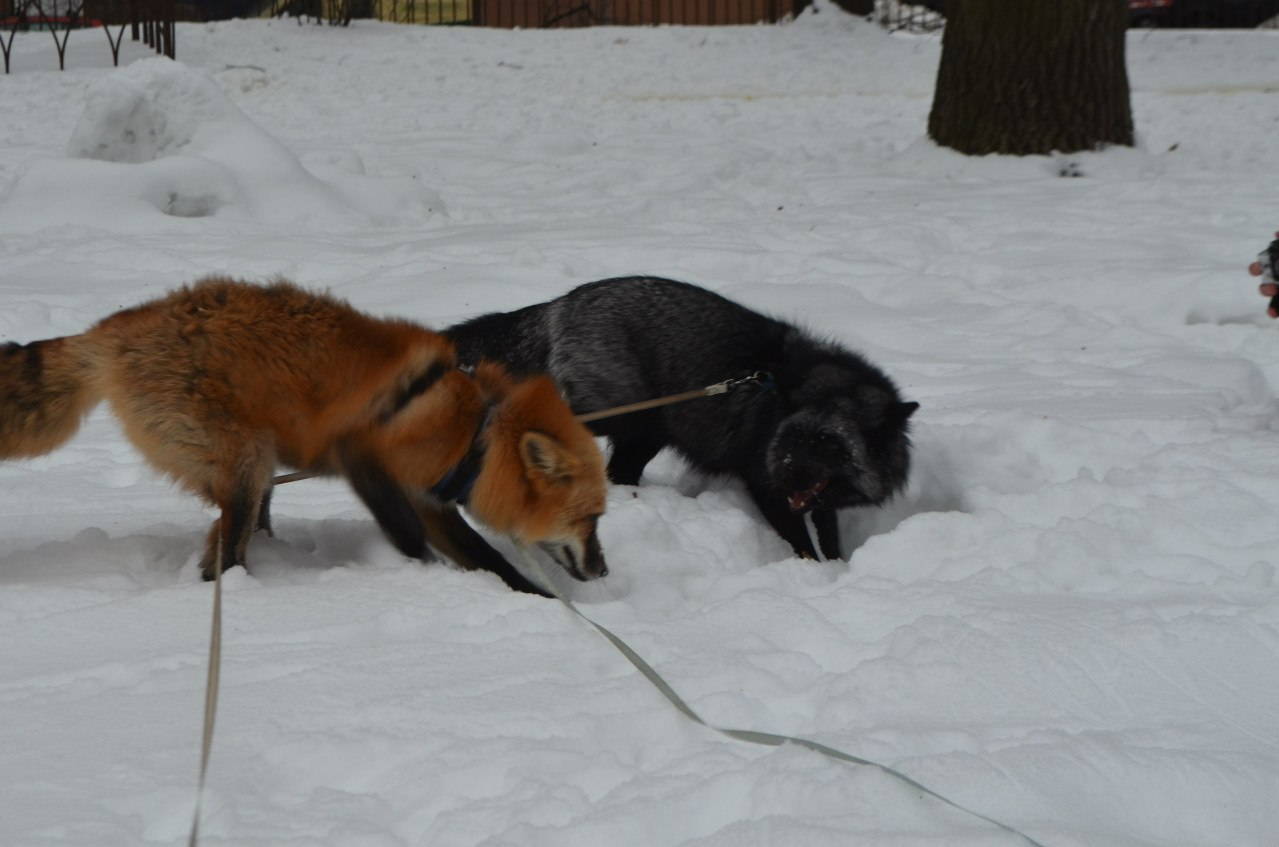
Домашние лисы гуляют
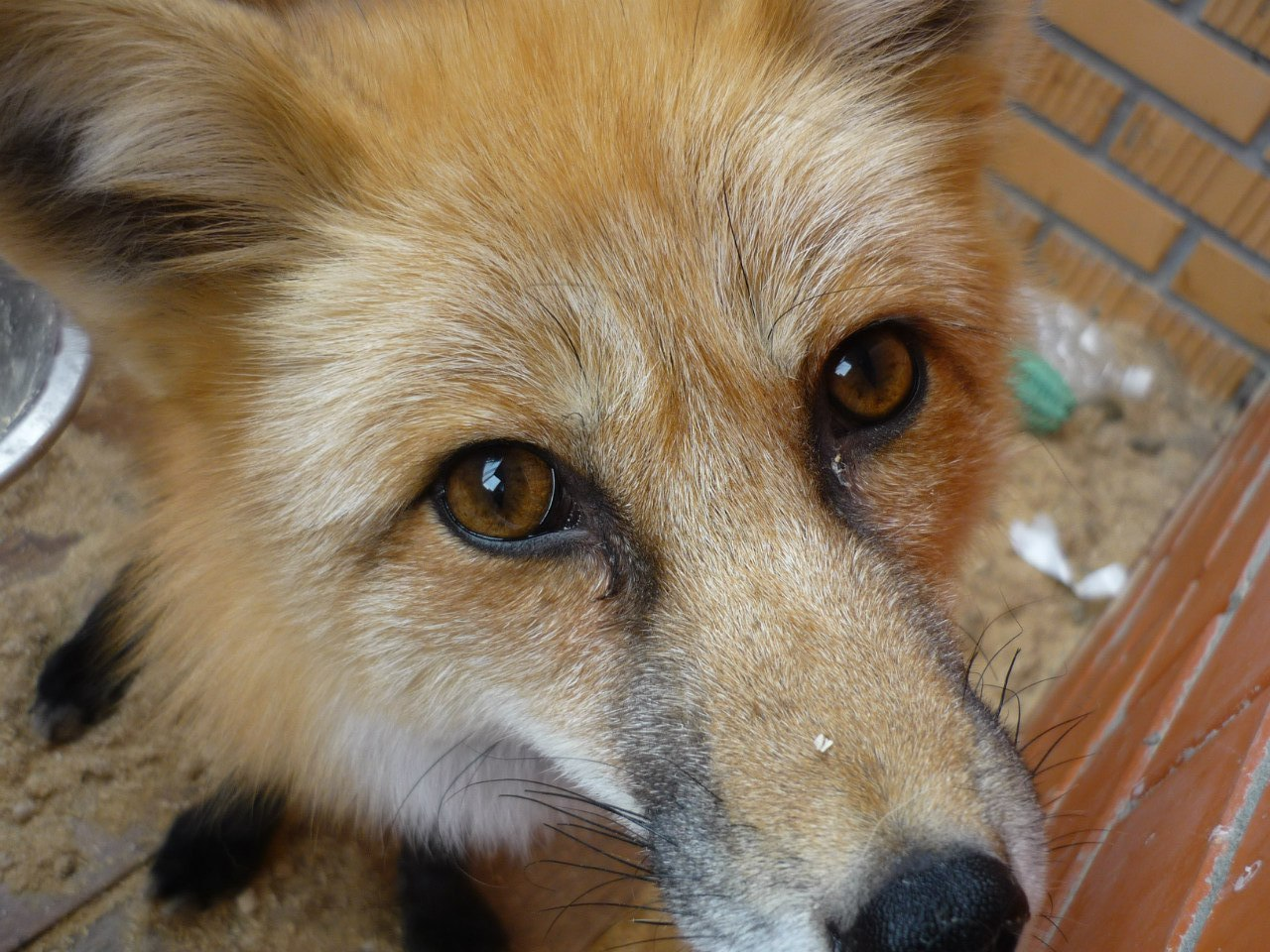
Домашний лис в вольере
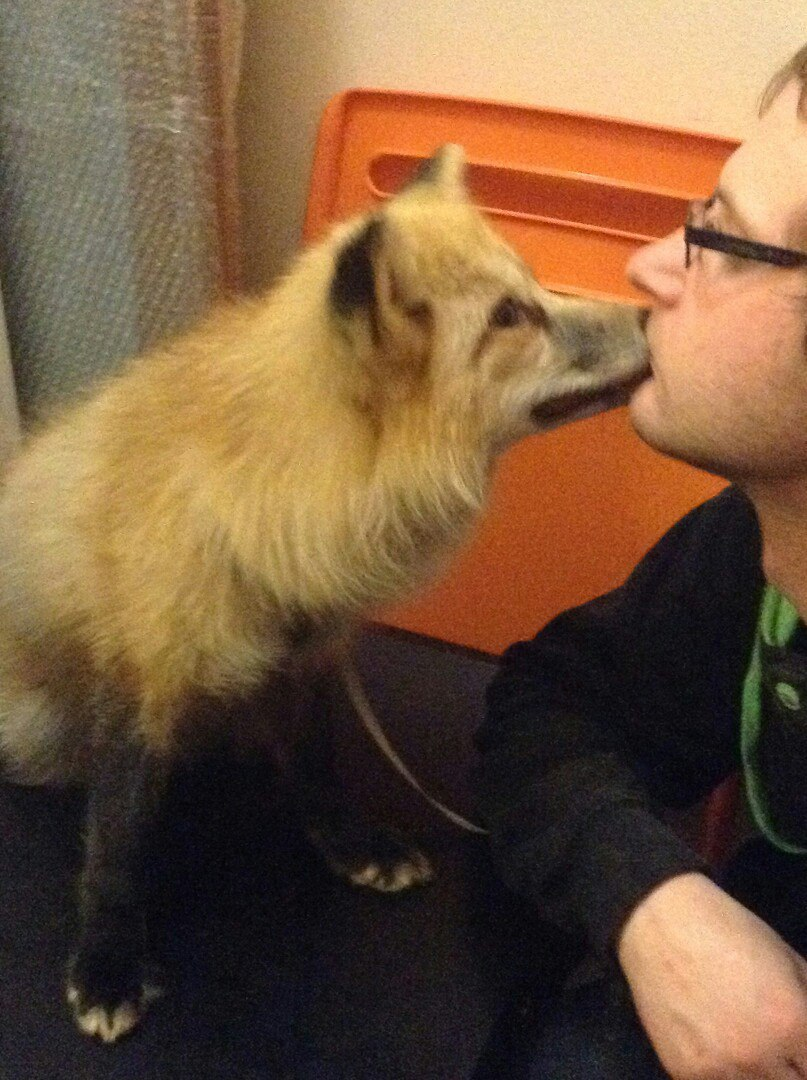
Лояльность новосибирских лис